# Alte Mühle Oberdottingen

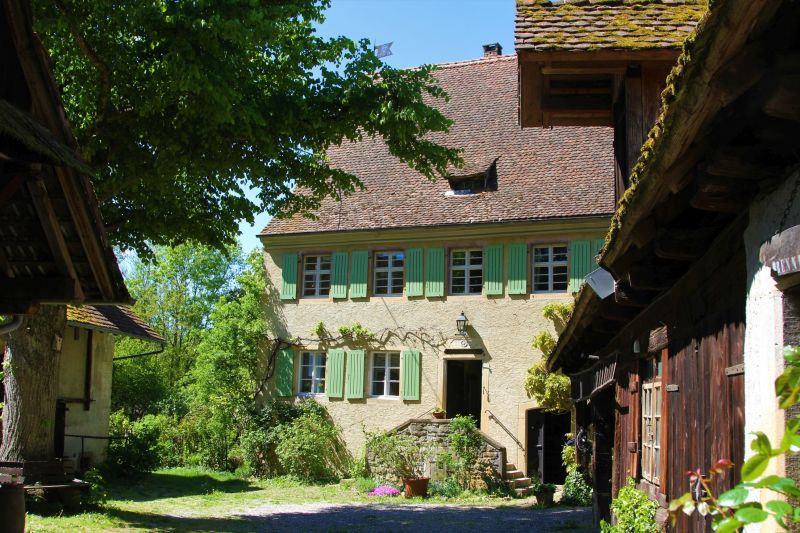
Die Alte Mühle

Die Alte Mühle Oberdottingen ist eine ehemalige Wassermühle, die sich im Ortsteil Dottingen der Gemeinde Ballrechten-Dottingen im Landkreis Breisgau-Hochschwarzwald in Baden-Württemberg befindet. Das Mühlenanwesen mit seiner Hofanlage gilt als einmaliges Ensemble im Breisgau/Markgräfler Land und steht unter Denkmalschutz.

## Geschichte
Die Alte Mühle in Ballrechten-Dottingen besteht aus einer Reihe von Gebäuden, die ein geschlossenes Ensemble bilden: Dem eigentlichen Mühlengebäude, drei Nebengebäuden, der Hofanlage sowie einem eindrucksvollen alten Baumbestand.

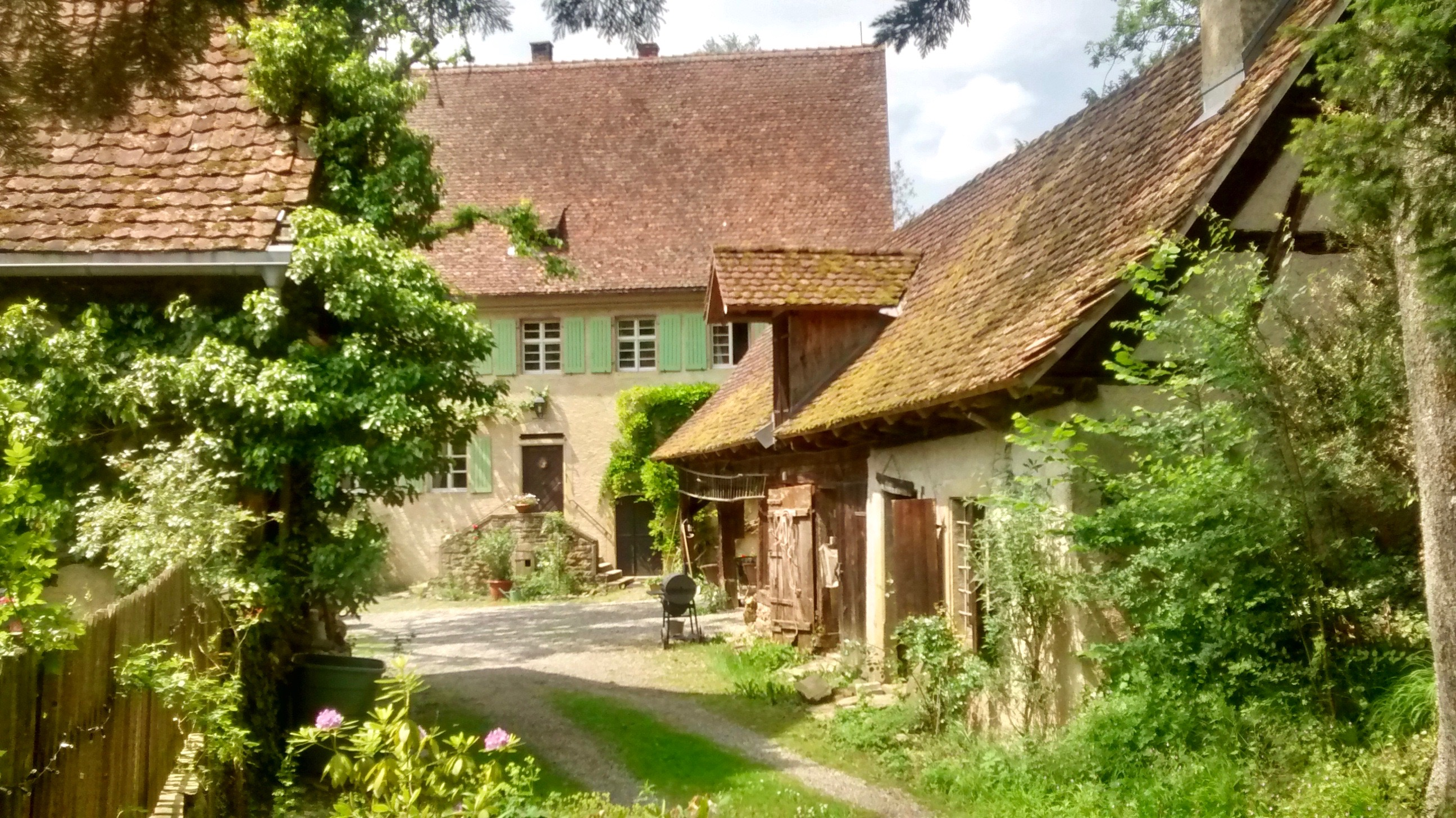
Mühlenhof der Alten Mühle

Das quergelagerte zweigeschossige Hauptgebäude der Mühle mit seinem rustikalen Kellersockel zeigt im Sturz der Eingangstüre die Jahreszahl 1765. Die erste Mühle entstand jedoch vermutlich bereits im 14. Jahrhundert und gehörte vormalig den Herren von Staufen und später dem Kloster St. Trudpert. 1759 stellte Johannes Kaltenbach „bürgerlicher Inwohner und Staabhalter (Vogt) in Laufen“ beim Landesfürsten den Antrag auf Einrichtung eines zweiten Mahlgangs.

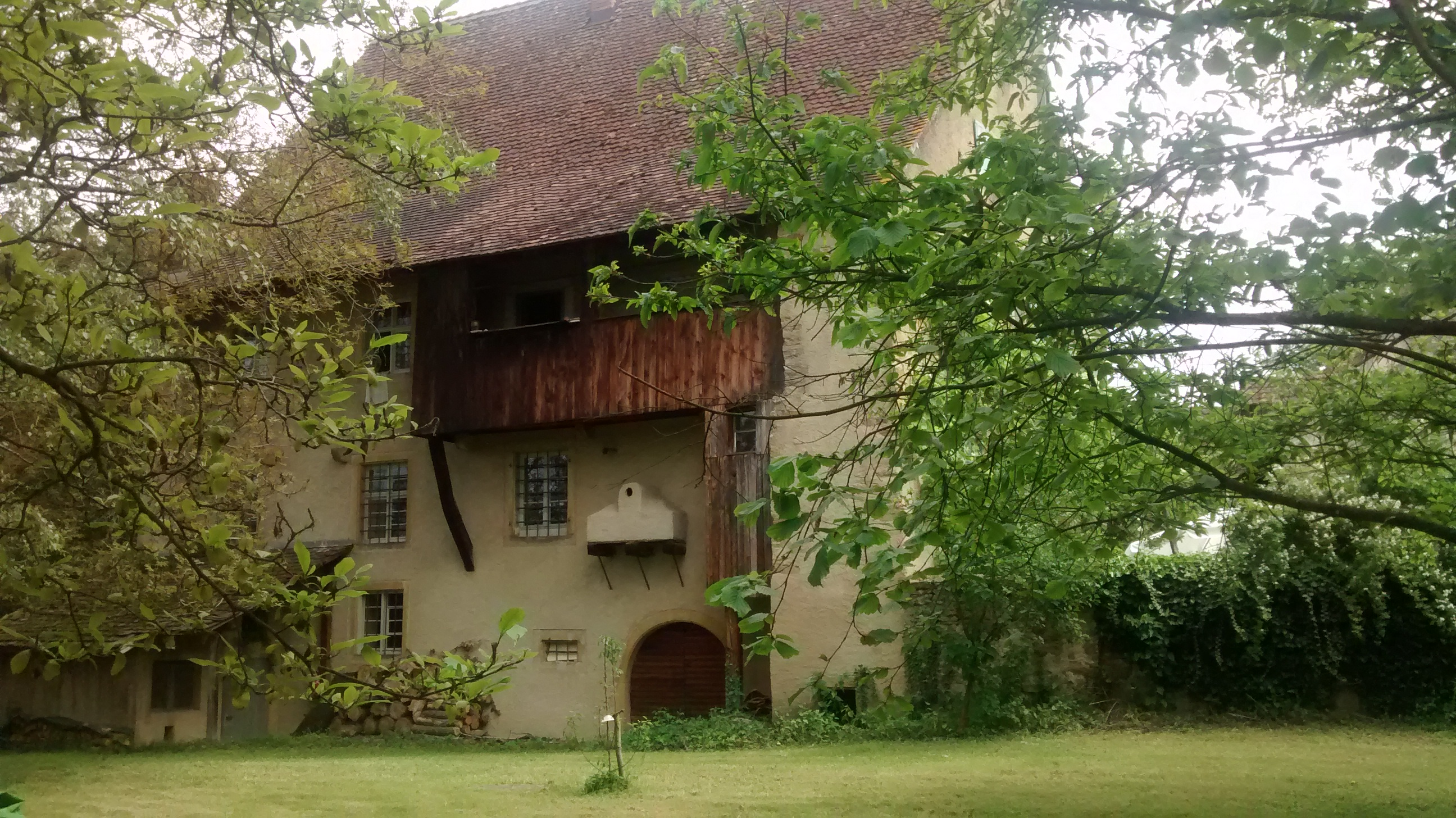
Rückseite des Hauptgebäudes mit historischem Backofen und frühneuzeitlichem Aborterker an der rechten Seite

Bis 1829 befand sich die Mühle im Besitz des Geschlechts Kaltenbach, dann wurde sie a Sebastian Huttinger verkauft. 1864 erwarb sie der Müller Engelbert Pfefferle, mitsamt dem darauf liegenden Brennrecht und betrieb sie bis 1919. Danach verkaufte die Familie Pfefferle die Mühle an Major Max Ebel aus Neuruppin. Dieser wiederum verkaufte das Anwesen an die Familie Schmidt-Lorenzen. Die Schmidt-Lorenzens waren eng verwandt mit der Familie Späth von der Späth’schen Baumschule und prägten den Mühlengarten mit einem groß angelegten Baumbestand. Seit 1968 befindet sich die Alte Mühle im Besitz der Freiherren von Cramm und wird mit erheblichem Aufwand erhalten.
Da sich die Mühle in Privatbesitz befindet, ist sie, außer bei besonderen Anlässen, für die Öffentlichkeit nicht zugänglich.

## Heutige Nutzung
Als Thedel Freiherr von Cramm die Alte Mühle 1968 kaufte, übernahm er auch das alte Brennrecht. In der historischen Brennerei im Hof brannte er den "Mühlenbrand", für den er einige Auszeichnungen gewann. Seine Enkel führen die Tradition fort. 2020 richtete die Familie ein Standesamt in dem historischen Mühlraum der Mühle ein. Seitdem haben Paare die Möglichkeit, sich in der Mühle trauen zu lassen. Die Ernährungswissenschaftlerin und Kochbuchautorin Dagmar von Cramm bietet Kochkurse in der renovierten Mühlenküche an und es gibt die Möglichkeit in der Mühle Zimmer zu buchen.

### Filmkulisse
2011/2012 wurde die deutsche Tragikomödie Finn und der Weg zum Himmel von Filmregisseur Steffen Weinert mit Jacob Matschenz in der Hauptrolle in Gebäuden der Alten Mühle und im Garten gedreht. Der Film dreht sich um den sechsundzwanzigjährigen Finn Mulzer, der von seinem Intellekt und seiner geistlichen Entwicklung auf dem Niveau eines neunjährigen Jungen ist. Nach der Beerdigung seines Vaters meint er bei sich Symptome festzustellen, die sein Vater vor seinem plötzlichen Tod hatte. Finn ist der Annahme, dass er stirbt und das an seinem Geburtstag in sechs Wochen, denn sowohl sein Vater als auch sein Großvater sind an ihrem Geburtstag gestorben. Die Filmkomödie wurde am 21. November 2012 im Südwestrundfunk (SWR) als „Debüt im Dritten“ erstmals ausgestrahlt.